# 御在所スキー場
御在所スキー場（ございしょスキーじょう）は、三重県三重郡菰野町の御在所岳山頂付近に所在するスキー場。三重県内唯一のスキー場である。運営は御在所ロープウェイが行なっている。スキーシーズン以外には、上級者コース用リフトが観光用として運行されている。

## 概要
鈴鹿山脈に属する御在所岳では冬期に積雪があるが、人工降雪機によってゲレンデに必要な積雪量を確保している。2016年（平成28年）は1月2日から3月6日まで営業。なおスノーボードは使用禁止である。
ゲレンデは大きく3つに分けられており、この他に散策用のスノーシューコースが設置されている。
上級者コース（Aコース）
滑走距離：220m、コース幅：80m、平均斜度：22度、最大斜度：30度、リフト：1基
初心者コース（Bコース）
滑走距離：210m、最長コース幅：30m、平均斜度：17度、リフト：1基
ソリ遊び広場
滑走距離：100m、コース幅：40m、平均斜度:5度、リフト：なし

## アクセス
- 御在所ロープウェイ「山上公園駅」下車